# Battlefield: Bad Company 2
Battlefield: Bad Company 2 est un jeu vidéo développé par DICE et édité par Electronic Arts. Il s’agit d’un jeu de tir à la première personne, publié en mars 2010 sur Xbox 360, PlayStation 3 et Windows. Il appartient à la série Battlefield et est la suite de Battlefield: Bad Company. Le jeu est classé comme s'adressant à un public adulte.
L'action se déroule dans un futur proche alors qu'une guerre a éclaté entre les États-Unis et la Russie.

## Trame
Le jeu débute par l'Opération Aurora en 1945, 40 minutes avant le largage des bombes atomiques, dont le but est d'aller chercher un scientifique japonais qui vous parle soudain d'une fameuse « Arme Noire »… En 2010, la Bad Company est rattrapée par l'armée américaine après son escapade avec l'or des Légionnaires, et envoyée en Russie pour une mission de contre-espionnage, au cours de laquelle ils tombent sur une réplique non opérationnelle de l'Arme Noire. Cette découverte leur vaut d'être enrôlés dans le Régiment des Opérations de Forces Locales, l'équivalent militaire du Special Activities Division de la CIA, avec pour mission de retrouver l'agent qui connait le mieux cette arme, Aguire, et d'empêcher le cerveau russe derrière cette arme, le Colonel Arkady Kirilenko, de la déployer.

### Personnages

#### Bad Company (Principaux)
Le jeu vidéo inclut les personnages principaux du premier opus, membres de la Bad Company, où tous les fauteurs de troubles de l'armée sont envoyés : 
- Sergent Samuel Redford : Le chef de l'unité, qui voit continuellement sa retraite lui passer sous le nez.
- Preston Marlowe : Le joueur.
- Georges Gordon Haggard : L'expert en démolition, originaire du Texas.
- Terrence Sweetwater : L'expert technologique de l'unité.

C'est à eux qu'on confie les missions jugées trop coûteuses pour les forces spéciales.

#### Secondaires
- Général Braindwood : Officier commandant du Régiment des Opérations de Forces Locales, équivalent militaire de la Division des Activités Clandestines de la CIA. Il recrutera la Bad Company pour empêcher les Russes d'utiliser une nouvelle arme secrète.
- Flynn : Le pilote de l'hélicoptère, qui emmène la Bad Company sur les zones de mission. Paradoxalement, c'est un hippie pacifiste et un gros fumeur. Il répond à l’appellation Ghost Rider.
- Commandant James Wyatt alias "Agent Aguire" : C'est l'agent qui suit les progrès des Russes dans la fabrication de leur arme secrète. Capturé par les forces russes, il sera sauvé par la Bad Company.
- Colonel Arkady Kirilenko : Chef du projet devant permettre le déploiement de l'arme secrète et par conséquent ennemi principal du jeu.

## Système de jeu
Battlefield: Bad Company 2 est un jeu de tir à la première personne. Il dispose d'un moteur de jeu (le Frostbite Engine)  permettant de détruire presque tous les bâtiments et décors présents, à l'aide d'explosifs ou tout simplement en percutant les éléments du décor avec des véhicules. Il n'est pas possible de s'allonger à la différence des versions précédentes de Battlefield et de celles qui suivront. Il est seulement possible d'être debout, ou accroupi (un genou à terre).

### Multijoueur
Battlefield comporte un mode multijoueur qui permet de jouer jusqu'à 24 joueurs (32 sur PC) dans une même partie. Le multijoueur offre différentes variantes : les modes « ruée », « conquête », « ruée en escouade » et « match à mort en escouade ». La ruée consiste à détruire ou faire exploser des relais de communication ennemis ou à les défendre. La conquête consiste à prendre les drapeaux adverses. Le match à mort (deathmatch) est un combat entre 4 escouades dont le but est de tuer 50 ennemis. Les escouades sont des équipes formées de 1 à 4 joueurs.
Chaque joueur peut choisir sa classe parmi les suivantes : assaut, médecin, ingénieur et éclaireur. Chaque classe offre des spécialisations et des armes différentes, telles que donner des munitions, soigner et réanimer ses coéquipiers, réparer les véhicules ou alors être un tireur d'élite.
Chaque mode de jeu peut se jouer soit en mode « extrême » ou non. Le mode extrême rend les personnages moins résistants, la vie ne se régénère pas tout seule (il faut donc se faire soigner), il n'y a pas de mini-carte, l'interface est moins détaillée et il est possible de blesser ses alliés.
De plus, le multijoueur permet au joueur de contrôler des véhicules, tels des hélicoptères de combat, des chars de combat, des véhicules marins et des véhicules terrestres. Les cartes offrent également des armes lourdes fixes que le joueur peut utiliser.
Dans le mode multijoueur, presque tout peut être détruit. Le multijoueur permet d'améliorer ou de déverrouiller de nouvelles spécialisations ou des armes, à partir d'un système de point d'expérience. Le joueur peut également monter en grade jusqu'au niveau 50.
Il faut savoir que le 8 Décembre 2023, les serveurs multijoueur officiels ont été fermés par Electronics Arts.

## Promotion
Une bêta a été organisée en exclusivité temporaire sur PlayStation 3 du 19 novembre à fin décembre 2009.
Une bêta PC a aussi vu le jour, celle-ci proposant de jouer sur la map Port Valdez au lieu de Port d'Arica sur la PS3.
En France, à l'occasion de la sortie du jeu, des affiches publicitaires sont placées dans certains lieux comme le métro et le slogan « Devenez plus que vous même » de ces affiches parodie celui de la campagne de recrutement de l'Armée de terre : « Devenez vous même ».

## Accueil
Battlefield: Bad Company 2 reçoit des critiques très positives de la presse spécialisée. Les sites GameRankings et Metacritic, qui effectuent des moyennes à partir de nombreuses publications, lui attribuent tous les deux un score de 90 %,.
En deux mois, le titre s'est déjà écoulé à plus de cinq millions d'exemplaires.

## Déclinaisons des éditions

### iPhone
Battlefield: Bad Company 2 est également sorti en version iPhone. Le jeu est encore édité par Electronic Arts et est commercialisé le 16 décembre 2010. Cette version permet une expérience Battlefield directement sur un iPhone ou sur un iPod touch. Le jeu offre 14 missions complètes dans une campagne solo et 5 vastes champs de bataille. Le joueur a également le choix de 14 armes et peut piloter des véhicules. Dans cette version, il y a un modèle de char de combat et un hélicoptère. Il existe aussi un multijoueur qui peut réunir jusqu'à 6 joueurs. Les modes de jeux offert sont seulement les match à mort en équipe ou chacun pour soi. On peut y jouer en Wi-Fi et en Bluetooth. Le jeu est disponible sur l'App Store.

### Ultime
L'édition Ultime est sortie le 31 août 2010 et est une édition limitée. Elle contient quelques bonus. Elle inclut le jeu principal, mais offre également la possibilité de télécharger gratuitement le jeu complet de Battlefield 1943. Elle offre aussi un nouveau mode de jeu pour Battlefield : Bad Company 2. Le mode Rafale. La version ultime offre également, en mode multijoueur, six items disponible au joueur dès la première partie. Soit dans Battlefield: Bad company 2 : blindage des véhicules amélioré, puissance ultime des véhicules, capteur de mouvement pour les véhicules et pistolet à fléchettes traçantes. Soit dans Battlefield 1943 : pistolet-mitrailleur M1A1 et Pistolet M1911.

### Battlefield: Bad Company 2 Vietnam
Battlefield Bad Company 2: Vietnam est une extension disponible pour Battlefield: Bad company 2 (à ne pas confondre avec Battlefield Vietnam le jeu). L’extension est sortie le 18 décembre 2010. Dans cette extension, le joueur retourne dans la guerre du Viêt Nam en offrant 4 nouvelles cartes multijoueur. Une cinquième est sortie après que la communauté a exécuté 69 millions d'actions collectives (partage de munitions, de soins, etc) dans les parties. La cinquième carte est sortie le 30 décembre 2010.Les quatre modes de jeu de la version principale sont toujours présents. Le joueur continuera à gagner de l'expérience en mode multijoueur comme lorsqu'il joue à la version officielle. Le jeu offre 15 nouvelles armes et 6 véhicules dès la première partie. L'extension offre également une bande-sonore de 2 heures de rock 'n' roll et reprendra de véritables dialogues de la guerre du Viêt Nam.

## Concurrence
DICE montre ouvertement sa concurrence avec un autre jeu de tir à la première personne, Modern Warfare 2 (sorti quelques mois avant) d'Infinity Ward à travers sa campagne de marketing et le jeu en lui-même. Dans la campagne solo du jeu, les personnages critiquent quelques aspects du jeu (sans pour autant le citer) tels que l'utilisation de détecteurs de battements cardiaques par les forces spéciales comme dans la troisième mission de Modern Warfare 2, ou encore en disant que la motoneige (utilisée dans cette même mission de Modern Warfare 2) est pire que le quad.
Sur PC, l'annonce que Modern Warfare 2 n'aurait pas de serveurs dédiés a été très mal reçue par beaucoup de joueurs sur cette plate-forme. DICE a immédiatement répliqué sur Twitter en annonçant qu'ils supportaient les serveurs dédiés.
Avant la sortie du jeu, Infinity Ward (Modern Warfare 2) avait diffusé sur YouTube une vidéo parodiant les messages de prévention télévisés dans laquelle le lanceur américain Cole Hamels des Phillies, ou plutôt son double virtuel apparaissait en expliquant les méfaits des « grenades aléatoires » (lorsqu'un joueur, en multijoueur, lance une ou plusieurs grenades aléatoires en espérant faire au moins une victime ennemie). La vidéo a été enlevée du fait de son caractère controversé, décrite par certains comme de l'homophobie : l'acronyme du nom de la pseudo-association à la fin de la vidéo « Fight Against Grenade Spam » (qui veut littéralement dire « Luttez contre l'envoi abusif de grenades ») donne F.A.G.S. signifiant pédés en langage ordurier anglo-américain. Cette vidéo a été parodiée pour la campagne publicitaire de Bad Company 2 avec le lanceur C.C. Sabathia des Yankees qui tient à peu près le même rôle que Hamels. Cependant, il déconseille cette tactique non pas parce qu'elle pourrait nuire au plaisir des autres joueurs, mais parce qu'elle ne serait pas d'une très grande efficacité par rapport aux autres fonctionnalités du jeu (véhicules, environnement destructible, etc.) contrairement à Modern Warfare 2 ou d'autres FPS. Le nom de « l'association » a également été parodiée en « Friends Really Against Grenade Spam » (les amis qui sont vraiment contre l'envoi abusif de grenades) donnant l'acronyme Frags, signifiant l'élimination d'un adversaire dans le jargon vidéoludique, et qui est dérivé de fragmentation grenade (grenade à fragmentation) dont il est ici question.
Infinity Ward a également lancé une campagne publicitaire parodiant les avertissements de maladies pour la sortie de leur contenu additionnel. Selon le faux avertissement, 20 millions de personnes souffriraient de « Mapathy » dont les symptômes sont la lassitude des cartes multijoueurs habituelles. Infinity Ward propose un remède : leur pack de 5 cartes additionnelles sortant le 30 mars 2010 (cependant, le pack est payant). DICE poste alors sur leur blog « Comment éviter la "Mapathy" sans payer? » En effet, les VIP du jeu ont accès à un deuxième pack de cartes gratuit le même jour que celui de Modern Warfare 2.
Depuis, le jeu Call of Duty: Black Ops a remplacé Modern Warfare 2, et rentre en concurrence directe avec Battlefield Bad Company 2.

## Audio
La bande sonore du jeu Battefield Bad Company 2, dont Mikael Karlssonn en est le seul compositeur et artiste, est composée de 11 morceaux. L'album est sorti le 2 février 2010. Le jeu offre une qualité de son de Dolby Digital de haute qualité. L'extension du jeu Battlefield: Bad Company 2 Vietnam offre deux heures de musique rock 'n' roll et de véritables dialogues de la guerre du Viêt Nam. Elle offre également de nouvelles voix et 49 chansons des années 1960.